# Interview (журнал)
Interview (с англ. — «Интервью») — американский журнал, посвящённый поп-культуре. Основанное в 1969 году художником Энди Уорхолом и журналистом Джоном Уилкоком, издание публикует интервью со знаменитостями, художниками, музыкантов и актёрами.

## История
Американская версия журнала появилась в 1969 году. Её основателем был Энди Уорхол, знаменитый художник и пионер поп-арта.
Главной изюминкой журнала было то, что интервью у знаменитостей брали другие знаменитости. Кроме того, тексты интервью были близки к вербатим (редактировались минимально и сохраняли свойства устной речи), часто интервью были довольно пустыми по содержанию и больше напоминали светскую болтовню.
Журнал просуществовал вплоть до 2018 года, последние десятилетия — под руководством известного коллекционера современного искусства и нью-йоркского издателя Питера Бранта.
Как сообщало информационное агентство РИА Новости, в июне 2011 года было объявлено о запуске российской версии журнала. Издание первого номера было запланировано на конец ноября, федеральным тиражом в сто тысяч экземпляров. Главным редактором была назначена Алёна Долецкая, в течение тринадцати лет возглавлявшая российское издание журнала Vogue. В пресс-службе издательства говорили, что журнал будет издаваться для современной творческой аудитории, с периодичностью выхода — 10 номеров в год (сдвоенные летний и зимний номера).

Interview — журнал для ярких творческих людей нашего времени. Interview не ограничивает свою целевую аудиторию общепринятыми рамками: в мире Interview успешно сосуществуют мода и деньги, слава и секс, эпатаж и деликатность, амбиции и власть, субкультура и утончённый стиль, успех и самоирония. Interview создан для образованного, увлечённого, открытого всему новому читателя, который придаёт большое значение качеству жизни.— Пресс-служба журнала
Первый номер вышел в начале декабря 2011 года. Григорий Васюков в Firstnews.ru писал, что российская версия Interview стала первым шагом экспансии журнала на европейский рынок: «Издательский дом Interview — это совместный проект основателя Capital Group Владислава Доронина и генерального директора аукционного дома Phillips de Pury Бернда Рунге. После России и Германии ИД планирует в Европе запуск других изданий и проектов».
В декабре 2016 года стало известно, что выпуск журнала и его электронной версии было решено приостановить в 2017 году из-за окончания пятилетней лицензии Andy Warhol's Interview в России и усложнившейся экономической ситуации. Юбилейный пятилетний номер Interview Россия поступил в продажу 1 декабря и стал последним выпуском журнала. Это самый большой номер за его историю, в нём 450 страниц с материалами, собранными за пять лет.